# Romeins slagveld bij Kalefeld
Het Romeinse slagveld bij Kalefeld is een archeologische vindplek ten noorden van het Kalefelder gehucht Wiershausen, en ten zuiden van Harriehausen, gemeente Bad Gandersheim, in Nedersaksen. Over een oppervlakte van 2,0 x 0,5 km (stand april 2009) zijn in de aarde overblijfselen gevonden die wijzen op een gevecht tussen Romeinen en Germanen in de eerste helft van de 3e eeuw n.Chr. De oudheidkundige vindplaats wordt door de opgravers gezien als een baanbrekende ontdekking, waaraan een buitengewone wetenschappelijke betekenis wordt toegeschreven. Het in 2008 ontdekte slagveld is benevens de Fundregion Kalkriese, de Romeinse legerkampen Bentumersiel, gemeente Jemgum en Hedemünden, een van de weinige Romeinse vindplaatsen in Noord-Duitsland.

## Datering
De vroegste met zekerheid dateerbare munt die gevonden is, is in 228 n.Chr. geslagen. In de schachten van  speerpunten zijn onverkoolde houtresten gevonden, die met de C14-methode konden worden gedateerd als ongeveer 1800 jaar oud, met een marge van 30 jaar, en daarmee is 240 n.Chr. ongeveer het laatst mogelijke jaartal. Uit de laat-antieke Historia Augusta is bekend dat keizer Maximinus Thrax in 235 een veldtocht tegen de Germanen hield, waarbij hij vanaf Mogontiacum tussen 300 (trecenta) tot 400 mijlen (quadringenta) in vijandig gebied zou zijn doorgestoten. In vroegmoderne heruitgaven van dat geschrift werd dit "gecorrigeerd" naar triginta en quadraginta (30 resp. 40 mijlen) omdat men zo'n verre krijgsonderneming voor onmogelijk hield, maar de vondst van het slagveld bij Kalefeld maakt dat waarschijnlijk tot een grote vergissing, en lijkt de Historia Augusta te bevestigen. Een combinatie van de gegevens wijst er vermoedelijk op dat in de zomer of herfst van 235 er een gevecht plaatsvond tussen het Romeinse Legio IV Flavia Felix (door keizer Maximinus hernoemd tot Legio IV Flavia Maximiniana, dus naar zichzelf). De onderzoekers sluiten echter niet uit het gaat om een veldslag tussen twee Germaanse stammen die vochten met wapens van Romeinse makelij.

## Informatiepunt
In 2014 is ter plaatse een informatiepunt ingericht, en wel aan de oostelijke helling van de heuvel Harzhorn en dicht bij de Autobahn A7, halverwege, en op 6 km afstand van, de afritten 67 bij Seesen en 68 bij Echte, gem. Kalefeld. Daarvoor is de Bundesstraße 248 enkele tientallen meters verlegd.
- Gemeinsame Normdatei: 1051974372